# سنجاب پرنده پاپری
سنجاب پرنده پاپری (نام علمی: Belomys pearsonii) نام یک گونه از تبار سنجاب پرنده است.